# Richard Adolf Zsigmondy
Richard Adolf Zsigmondy   (Viena, 1 d'abril de 1865 - Göttingen, 23 de setembre de 1929) fou un químic alemany guardonat amb el Premi Nobel de Química l'any 1925.

## Biografia
Va néixer l'1 d'abril de 1865 a la ciutat de Viena, capital en aquells moments de l'Imperi Austrohongarès i que avui en dia ho és d'Àustria. Fill d'un científic que havia inventat instruments quirúrgics en el camp de l'odontologia, va créixer amb la seva mare després de la mort del seu pare l'any 1880. A l'institut va desenvolupar un interès en les ciències naturals, especialment en química i física i va començar a dur a terme experiments en el seu propi laboratori a casa. Va estudiar medicina a la Universitat de Viena, però aviat inicià els seus estudis de química a la Universitat de Múnic, on es doctorà el 1893.
Retornà posteriorment a Graz, esdevenint professor de química a la universitat d'aquesta ciutat. A partir de 1908 fou director de l'Institut de Química Inorgànica de Göttingen, càrrec que ocupà fins a la seva jubilació l'any 1929. Va morir el 23 de setembre d'aquell any a la ciutat de Göttingen, situada a l'estat alemany de Baixa Saxònia.

## Recerca científica
Zsigmondy és conegut per les seves investigacions fonamentals en la química dels col·loides, desenvolupant, en col·laboració amb Heinrich Siedentopf, el primer ultramicroscopi.
L'any 1925 fou guardonat amb el Premi Nobel de Química pels seus estudis i experimentacions sobre les suspensions col·loidals. El premi fou anunciat l'11 de novembre de 1926, i entregat el desembre d'aquell any.

## Reconeixements
En honor seu s'anomenà el cràter Zsigmondy de la Lluna.